# رابرت کاپا
روبرت کاپا (به مجاری: Robert Capa) با نام واقعی آندریی فریدمان‏ (۱۹۵۴ - ۱۹۱۳) عکاس انسان‌گرا و ضدجنگ و فتوژورنالیست مجارستانی است.
اندری فریدمن در سال ۱۹۱۴، در بوداپست متولد شد و قدم به دنیایی گذاشت که کشمکش میان ملت‌ها در آن موج می‌زد. اندری در نوجوانی که پسری فقیر اما باهوش و احساساتی بود درگیر جریانات انقلابیون چپ‌گرا شد و به دنبال هیجان و خطر رفت. زمانی‌که ۱۸ سال بیشتر نداشت عازم برلین شد تا در آنجا فتوژورنالیسم را فراگیرد. اولین موفقیت او در سال ۱۹۳۲ به وقوع پیوست؛ زمانی‌که تروتسکی برای صحبت در مورد انقلاب روسیه به استادیوم کپنهاگ آمده بود و کار عکاسی از او برعهدهٔ اندری گذاشته شد. به گفته کرشو نویسنده کتاب بیوگرافی کاپا عکس‌های او از تروتسکی هیجان‌انگیزترین عکس‌های آن روز بودند.
بعدها اندری فرید من به نام کاپا مشهور شد. با افزایش قدرت نازی‌ها در آلمان، فریدمن عازم پاریس شد. در فرانسه مبارزات صنعتی و اجتماعی اواسط دههٔ ۱۹۳۰ را به تصویر کشید تا بتواند از این راه امرار معاش کند. در همان زمان مجذوب خانمی به نام گردا تارو شد. تارو نه تنها در زندگی، بلکه در کار و رویاهای او نیز شریک بود. آن‌ها با هم نام «رابرت کاپا» را به‌عنوان نام هنری مشترک‌شان انتخاب کردند؛ تا با درج چنین نامی در زیر عکس‌هایشان بر قیمت آنها بیفزایند.
کاپا و تارو در سال ۱۹۳۶ به طرف اسپانیای جنگ زده حرکت کردند تا با دوربین‌هایشان به جنگ استبداد و خودکامگی بروند. در همان سال تارو، در آنجا در یک حادثه رانندگی در جاده جان خود را از دست داد. کاپا بسیار اندوهگین بود زیرا بخشی از وجودش را از دست داده بود و تا مدتی تحت تأثیر این حادثه بود.
روبرت کاپا از معروف‌ترین عکاسان جنگ در طول قرن بیستم به‌شمار می‌آمد. وی استانداردهای متداول در زمینهٔ عکاسی جنگی را پایه‌گذاری کرد. او از پنج جنگ مختلف عکاسی کرد: جنگ داخلی اسپانیا، جنگ دوم چین و ژاپن، جنگ جهانی دوم در سراسر اروپا، جنگ اعراب و اسرائیل در سال ۱۹۴۸ و اولین جنگ هندوچین. او جریان جنگ جهانی دوم را در لندن، آفریقای شمالی، ایتالیا، نبرد نورماندی در ساحل اوماها و نهضت آزادی پاریس دنبال کرد.

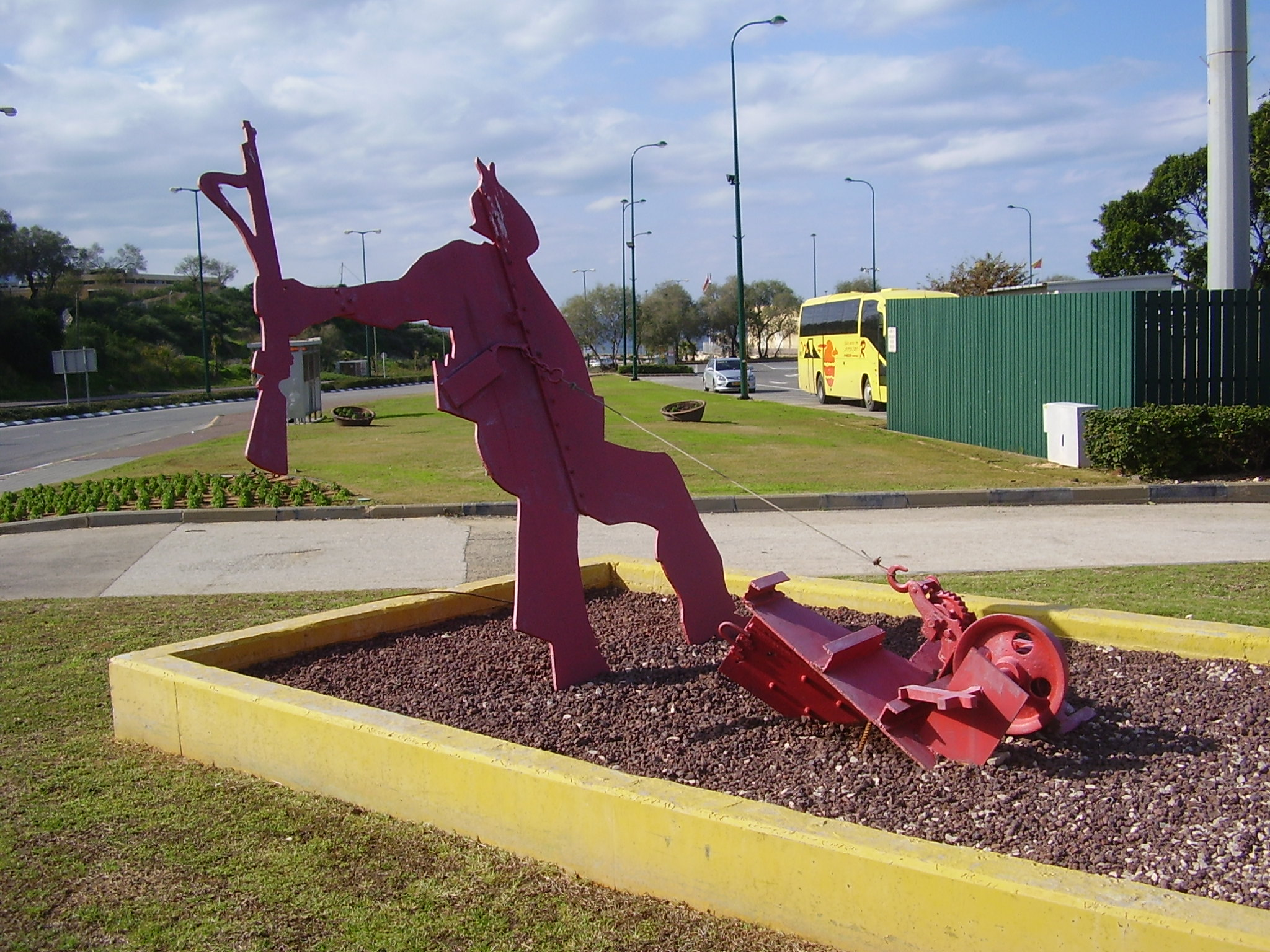
مجسمه مرگ یک سرباز وفادار اثر ایگائیل ترکمن

هنگام عکاسی از لحظات دراماتیک، برای کاپا توجه به مسائل فنی در درجه دوم اهمیت قرار داشت. عکس‌های مهیج او من جمله عکس‌هایی که در طی هجوم نبرد نورماندی در ۱۹۴۴ گرفته شد، توانستند به گونه‌ای منحصر بفرد، خشونت جنگ را به تصویر درآورند. در سال ۱۹۴۷ کاپا به همراه سه عکاس دیگر به نام‌های هانری کارتیه برسون، جورج راجر و دیوید سیمور، آژانس عکس مگنوم را تأسیس کردند. این مؤسسه اولین مرکز گروهی برای تمامی عکاسان آزاد دنیا به حساب می‌آید.
کاپا معروف‌ترین آثار خود را در ژوئن ۱۹۴۴ روز نبرد نورماندی ثبت کرد. در آن روز او همانند سایر سربازان نزدیک ساحل شنا کرد ولی به جای تفنگ، خود را به دوربینش مسلح نموده بود. در چند ساعت اول کاپا ۱۰۶ عکس از حمله و تجاوز دشمن گرفت، اما یکی از اعضای مجله لایف لندن در تاریک خانه فیلم‌ها را بیش از حد در خشک کن قرار داد و باعث ذوب شدن امولسیون نگاتیوها شد و سه حلقه و نیم از فیلم‌های او را خراب کرد. در مجموع فقط ۱۱ فریم به دست آمد. جایگزینی امولسیون ذوب شده در نگاتیو حالتی سراسیمه و رعب‌آور در تصویر القا می‌نمود به‌طوری‌که بینندگان نه تنها می‌توانستند تصویر را ببینند بلکه می‌توانستند کاملاً در جو محیطی که سربازها در آن می‌جنگیدند نیز قرار گیرند. مجله لایف ۱۰ فریم از آن عکس‌ها را در شماره ۱۹ ژوئن خود چاپ کرد و در شرح آن‌ها نوشت: ” اندکی خارج از فوکوس ” و این‌طور توضیح داد که در اثر هیجان موجود در آن صحنه دست کاپا دچار لرزش شده‌است ولی کاپا این مسئله را انکار کرد.
در اوایل دههٔ ۱۹۵۰، زمانی که کاپا جهت برپایی نمایشگاهی از طرف شرکت عکس مگنوم عازم ژاپن شده بود، مجله لایف از او خواست تا به آسیای جنوب شرقی که درگیر اولین جنگ هندوچین بود برود. علی‌رغم آنکه او چند سال قبل قسم خورده بود که دیگر از هیچ جنگی عکاسی نکند، این مأموریت را پذیرفت و به همراه یک هنگ فرانسوی و دو روزنامه‌نگار تایم – لایف عازم آنجا شد. در ۲۵ می ۱۹۵۴ وقتیکه در حال عبور از منطقه‌ای خطرناک بود، کاپا از ماشینش پیاده شد و از جاده‌ای بالا رفت تا از آن بالا عکاسی کند. در حدود ۵ دقیقه بعد، صدای انفجاری شنیده شد، پای کاپا بر روی یک مین رفته بود. وقتی همکارانش به صحنه حادثه رسیدند، او هنوز زنده بود، اما پای چپش تکه‌تکه شده و زخم عمیقی در سینه اش به چشم می‌خورد. کاپا به یک بیمارستان محلی کوچک منتقل شد اما در لحظهٔ ورود به آنجا جان خود را از دست داد. او در حالیکه دوربین در دستانش بود چشم از دنیا فروبست.

## نگارخانه

نگارخانه
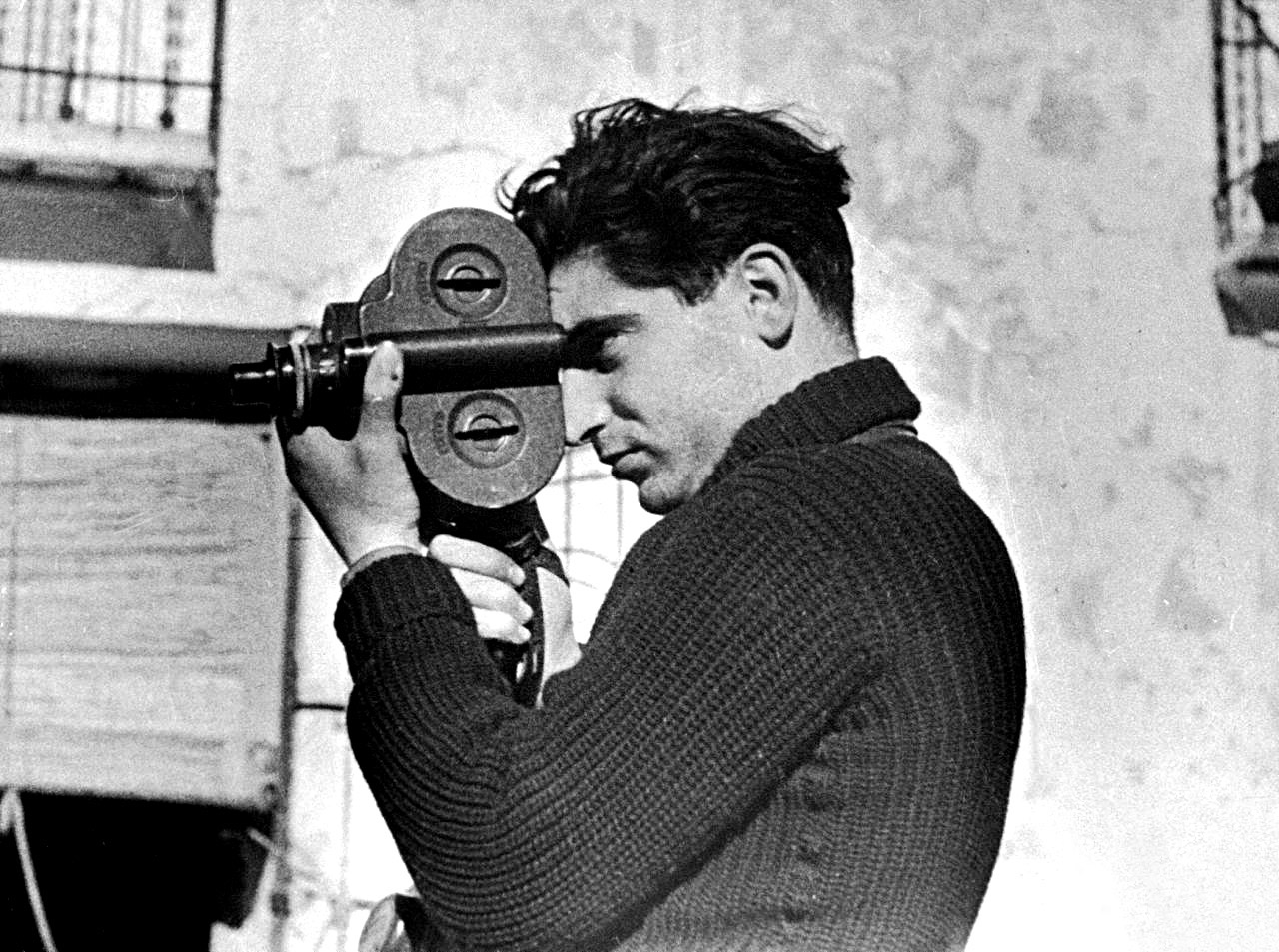
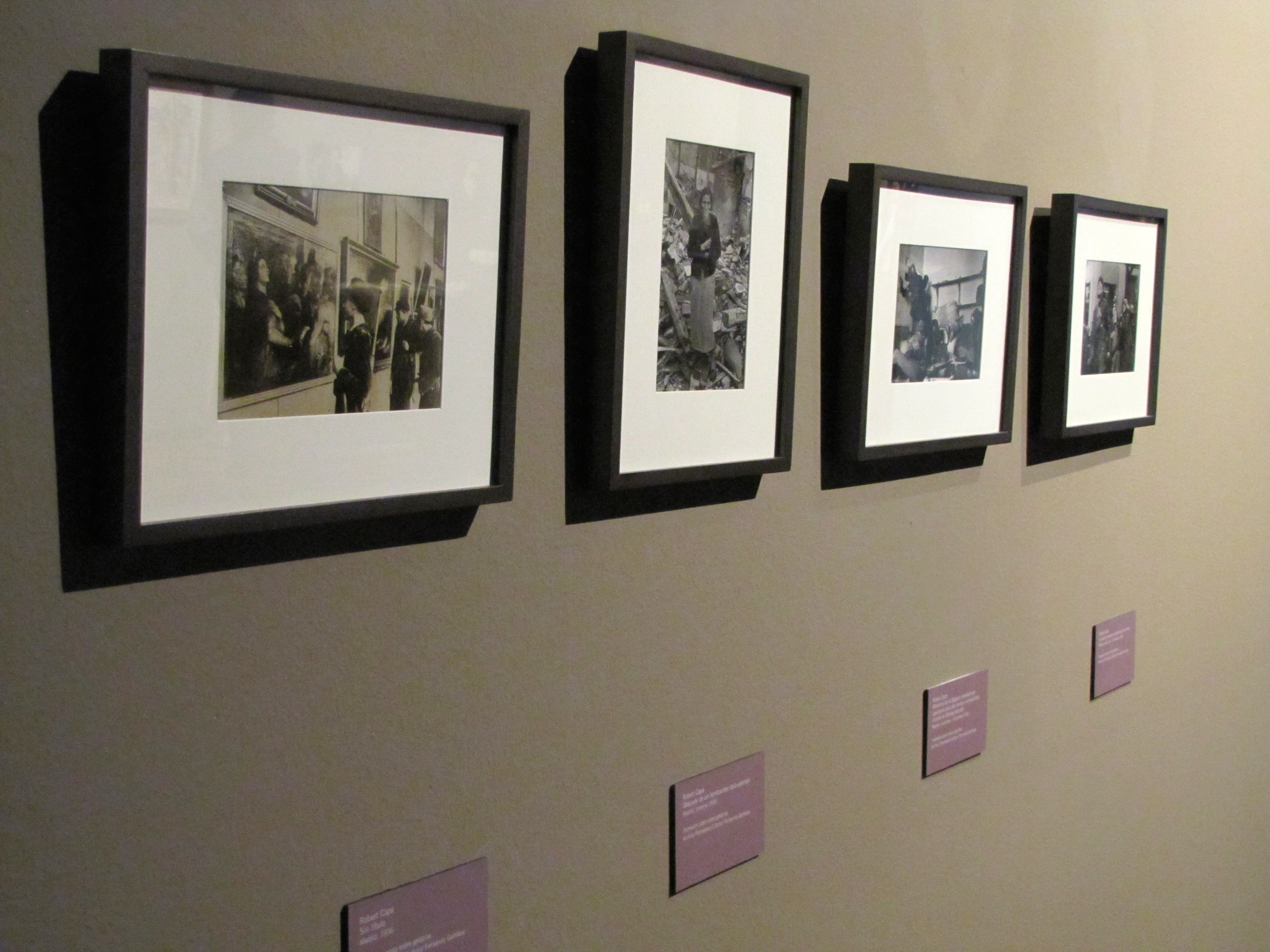
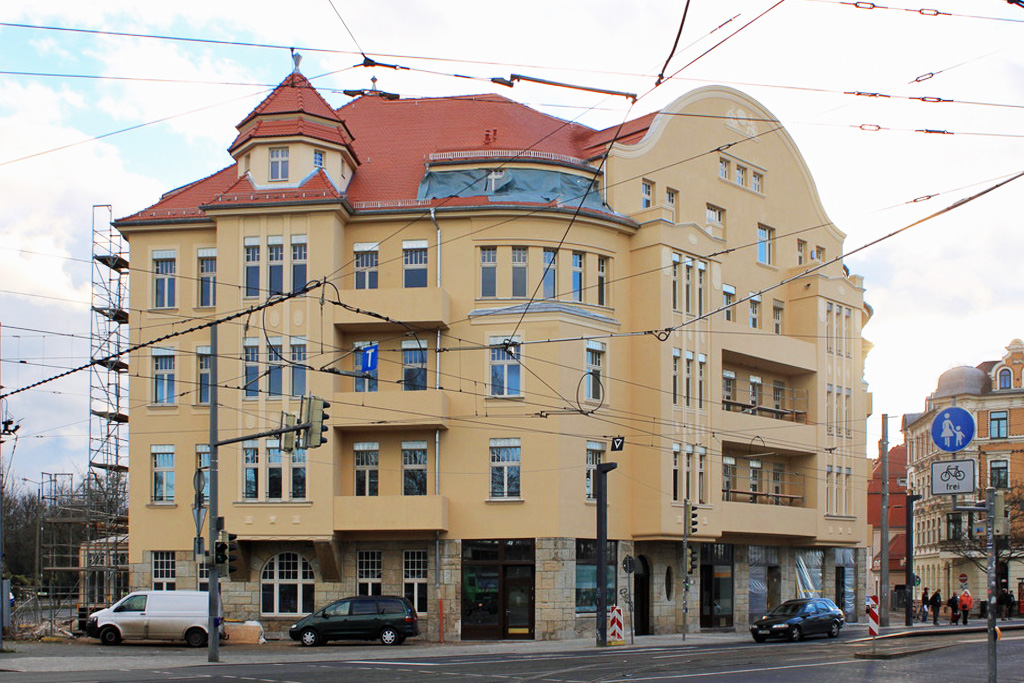
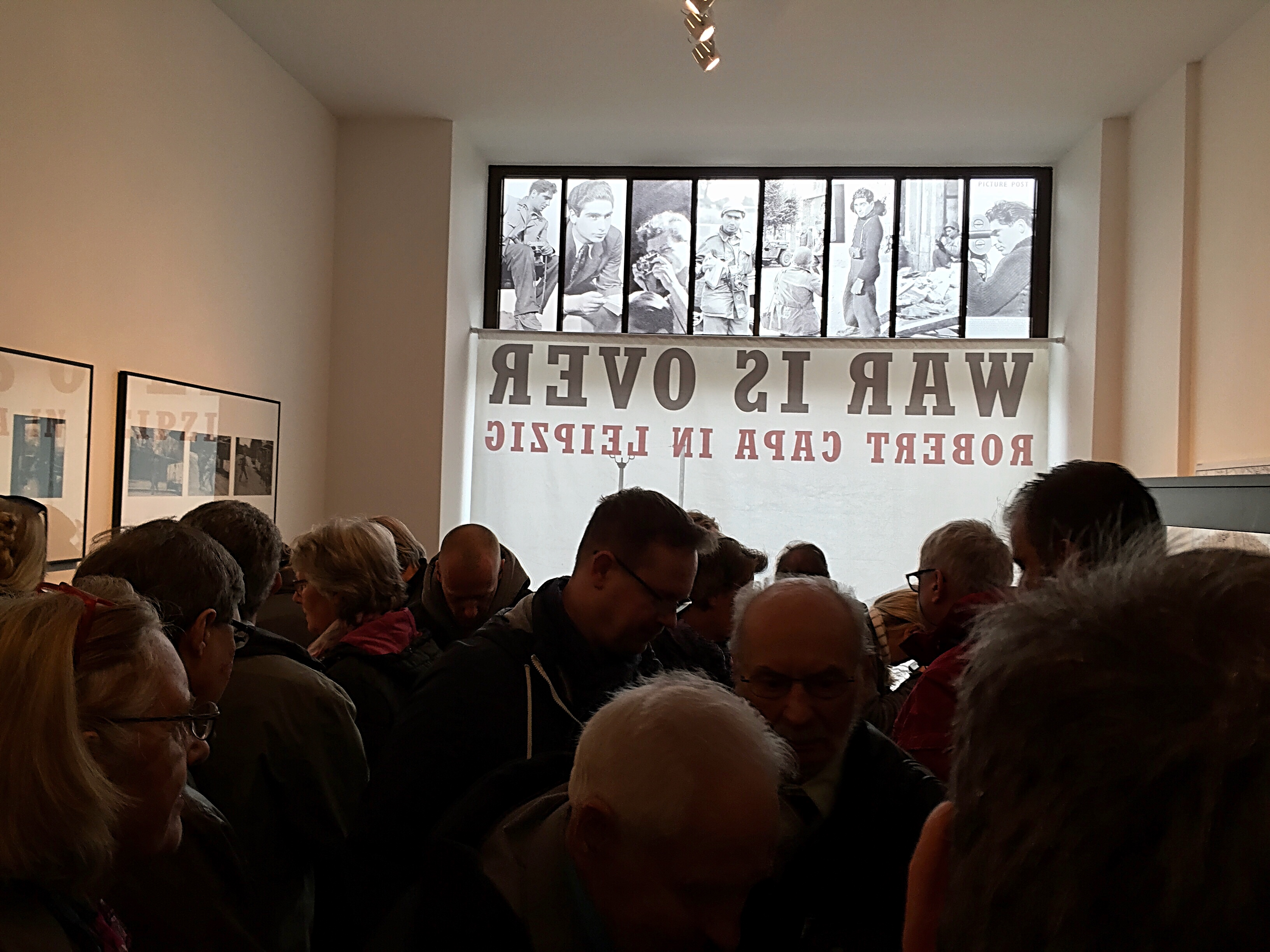
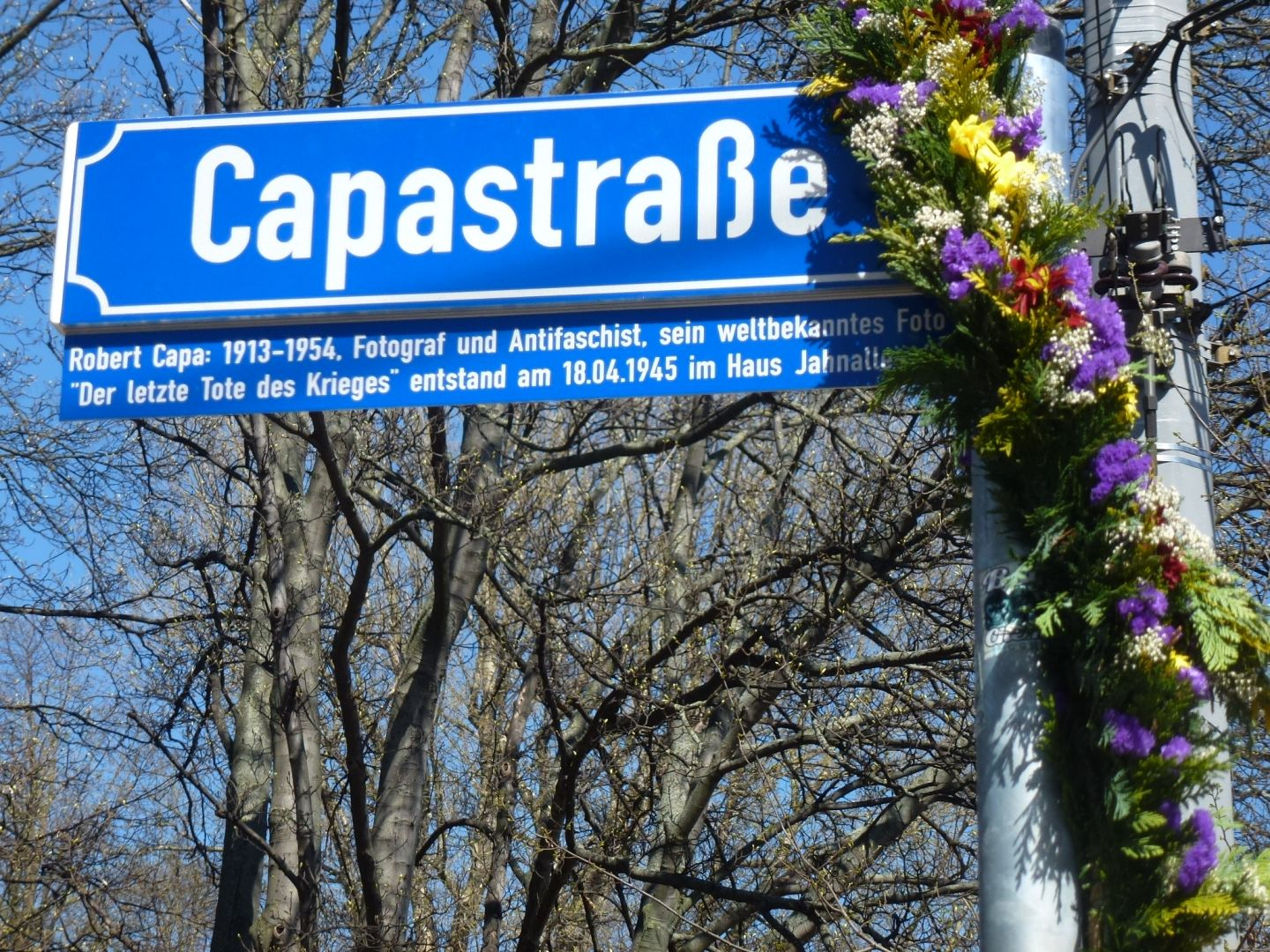
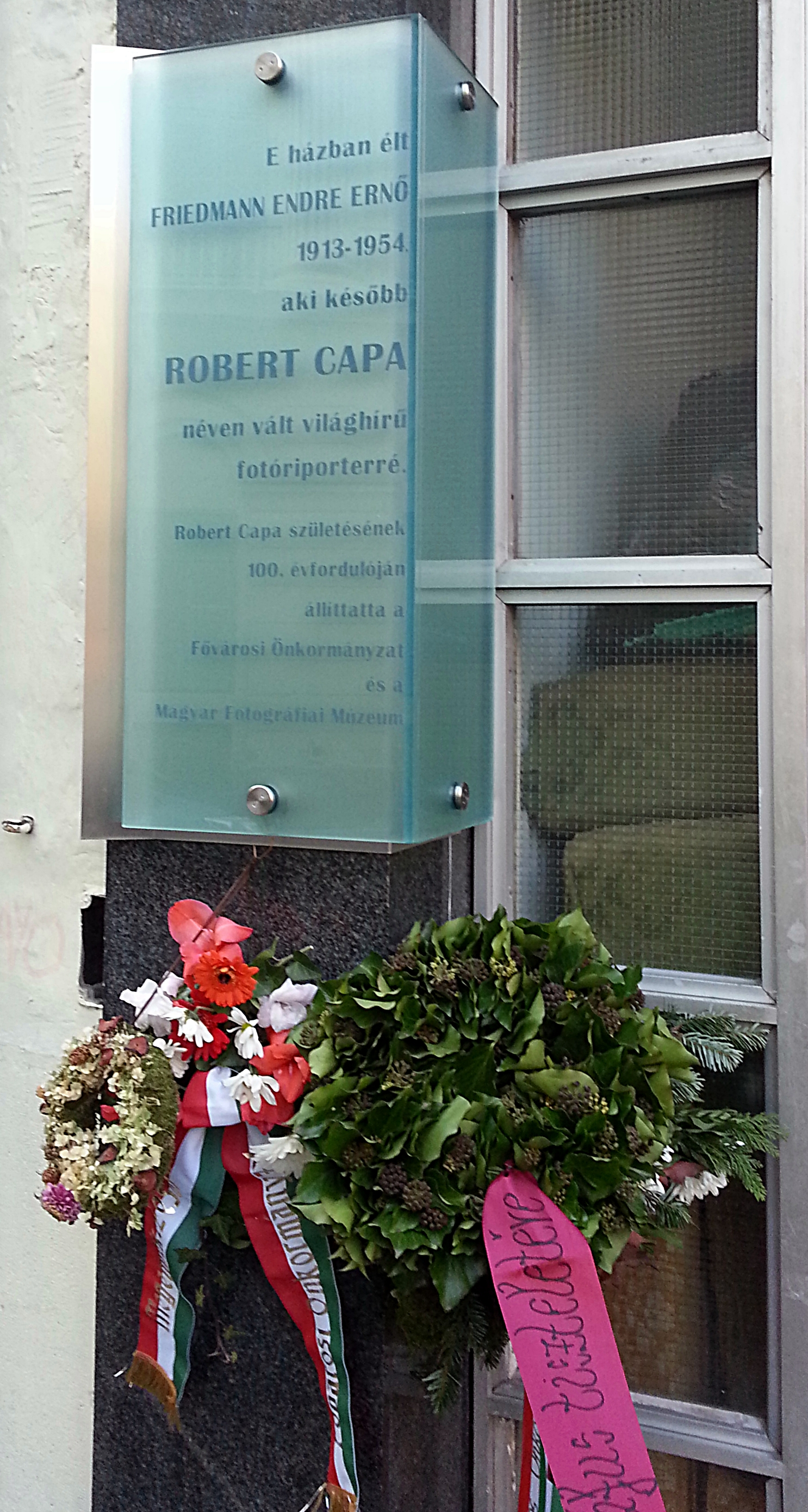
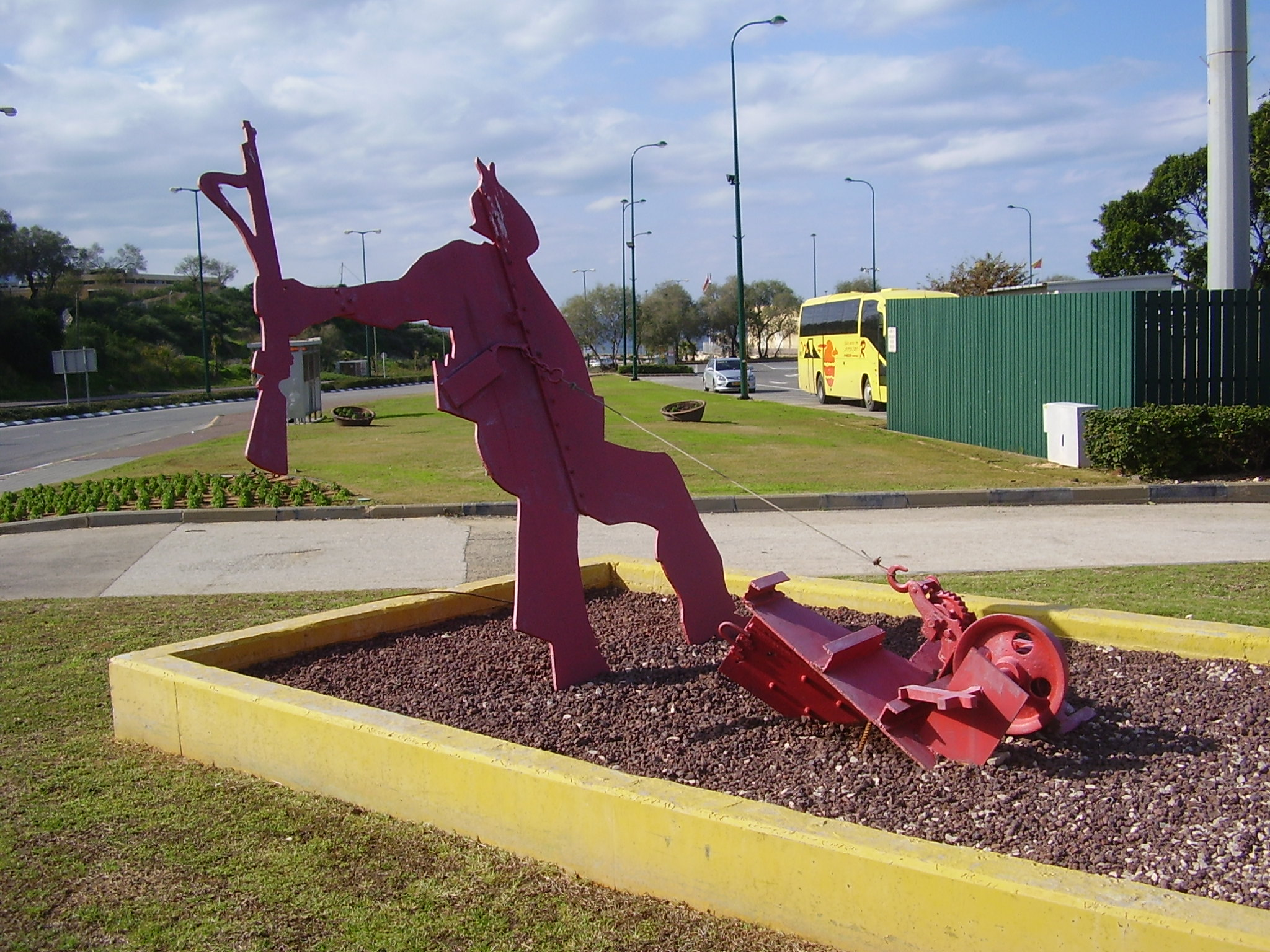
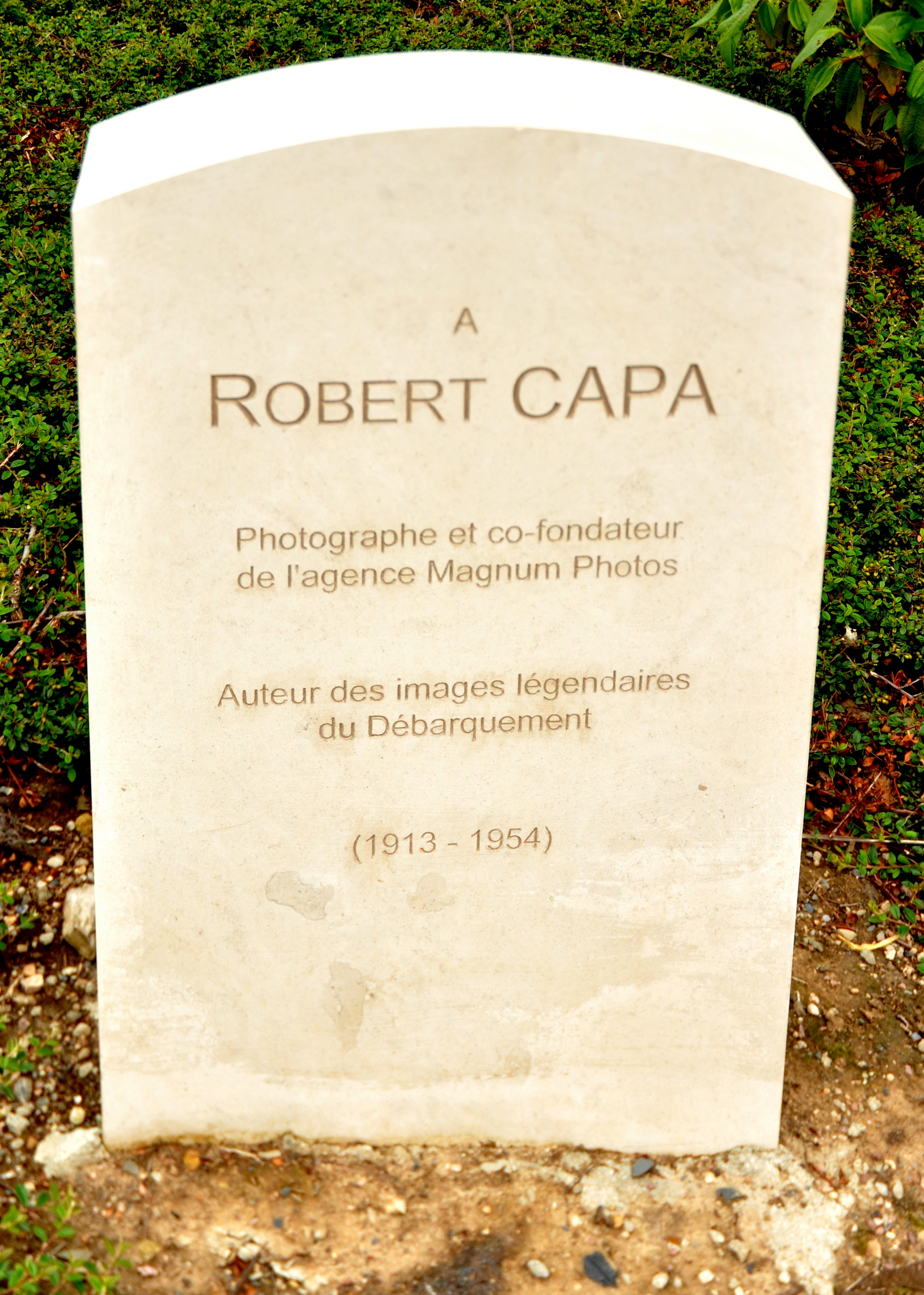

## مقاله مرتبط
- عکس رابرت کاپا: واقعیت، دروغ یا ...، مجلهٔ عکاسی، نعما م. روشن، پاییز ۸۷.
- زندگی‌نامه رابرت کاپا، پایگاه عکس چیلیک
- تولد دوباره رابرت کاپا، همشهری آنلاین، جواد منتظری
- معرفی رابرت کاپا؛ روایتگر ۵ جنگ، روزنامه کارگزاران، آرش عزیزی